# Целла

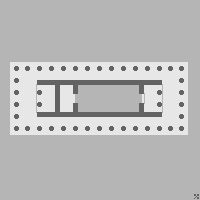
План храма с целлой в центре

Целла (лат. cella — комнатка, каморка) — внутренняя часть, святилище древнеримского храма. То же, что наос в древнегреческом храме. Изначально, в Древнем Риме — маленькое хозяйственное помещение, кладовая в многоквартирных жилых домах — инсулах.
Бывает, что в популярной литературе, целлу не всегда корректно, прямо отождествляют с греческим наосом. Иногда путают последний с другим термином — нефом христианского храма (слово произошло от фр. nef, образованного от лат. navis — корабль) . Между тем происхождение этих терминов различно. Наосом древние греки называли ковчег, ящик для небольшой культовой статуи внутри помещения храма, — а уже позднее слово стало обозначать помещение для расположения наоса; при этом целла — изначально комнатка в жилом помещении, а затем святилище со статуей божества, причём только у римлян. Храмовый же неф, или кора́бль — вытянутое помещение (обычно в зданиях типа базилики), ограниченное с одной или с обеих продольных сторон рядом колонн или столбов, отделяющих его от соседних подобных помещений.